# Pierre Bernard
Pierre Bernard (Boissezon, 27 gennaio 1932 – Cestas, 28 maggio 2014) è stato un calciatore francese, di ruolo portiere.
Muore dopo una lunga malattia il 28 maggio 2014 all'età di 82 anni.

## Carriera
Giocò per diverse squadre di Division 1, campionato che vinse per due volte con la maglia del Saint-Etienne (1964, 1967). Nel suo palmarès figurano anche la Coppa di Francia vinta nel 1961 ed il titolo di miglior giocatore francese ottenuto lo stesso anno ex aequo con Mahi Khennane.

## Palmarès

### Club

#### Competizioni nazionali
- Campionato francese: 2

Saint-Etienne: 1963-1964, 1966-1967
- Coppa di Francia: 3

Saint-Etienne: 1967-1968, 1968-1969, 1973-1974
- Supercoppa francese: 1

Saint-Etienne: 1967, 1968, 1969
- Championnat National: 1

Bordeaux: 1954-1955